# EVE Online
EVE Online je MMORPG, která je vyvíjena islandskou společností CCP Games od roku 2003. Herní prostor je zasazen do science-fiction světa, kde každý hráč představuje pilota vesmírných lodí. Hráči se mohou stát těžaři asteroidů, mohou vyrábět věci od drobných součástek až po vesmírné lodě a bitevní stanice, mohou být piráty, veliteli vesmírných flotil, objeviteli nebo obchodníky. EVE je považována za tzv. sandbox (pískoviště), což znamená, že tvůrcem obsahu je sám hráč.
Hraní EVE je podmíněno placením měsíčních poplatků. Hra však dovoluje platit tyto poplatky i herní měnou. V roce 2016 hra přešla na formát free-to-play, kde může hráč hrát v omezené formě úplně zdarma přes tzv. Alpha-účet, nebo může platit měsíční poplatek a upgradovat účet na Omega a mít přístup ke všemu ve hře. Stále platí, že se tyto herní poplatky dají platit herní měnou. EVE Online je krom anglického jazyka také v němčině, ruštině a japonštině.

## Svět
Herní svět se skládá přibližně z více než 5000 slunečních soustav rozmístěných do 64 regionů galaxie. Mezi jednotlivými hvězdnými systémy existuje síť hvězdných bran, které dovolují cestovatelům překonávat světelné vzdálenosti mezi hvězdami.
Sluneční systémy obsahují svou hvězdu, planety, měsíce, červí díry, roje asteroidů a další objekty jako například vesmírné stanice či základny pirátů.

## Historické pozadí
Více než před 21 000 lety došlo na planetě Zemi k vyčerpání většiny surovin. Tehdy byla vynalezena technologie mezihvězdného pohonu Warp a lidská rasa se rozhodla kolonizovat blízké sluneční systémy. Pro rychlejší cestování mezi koloniemi byla vynalezena technologie hvězdných bran, které umožňovaly vesmírným lodím skákat mezi systémy. Tak došlo ke kolonizaci galaxie Mléčné dráhy. Při této kolonizaci byla objevena i červí díra do jiné galaxie. Lidé tento nový prostor nazvali New Eden. Objevitelé tehdy tušili, že červí díra nezůstane stabilní navždy, proto ihned začali se stavbou mezigalaktické hvězdné brány do nové galaxie. Tyto stavby představovaly vrchol lidského inženýrství. Lidstvo na ně spotřebovalo téměř veškerou energii a zdroje. Po dokončení hvězdných bran v obou galaxiích začala lidská rasa dobývat New Eden.
Po několika letech však došlo ke katastrofě, která způsobila přerušení kontaktu s domovskou galaxií. Obě hvězdné brány byly zničeny. New Eden ještě v té době nebyl soběstačný a byl stále závislý na dodávkách z Mléčné dráhy. Po katastrofě mnoho stanic a základen zaniklo. Jejich posádky umíraly na nedostatek kyslíku, potravin a vody. Jen málokterým se podařilo přežít. Většina technologií starého světa byla zapomenuta a čekala, až bude znovu objevena. Přeživší světy existovaly odděleně jeden od druhého, každý svým vlastním způsobem.

## Národy
Světu EVE vládne pět největších národů či ras. Všechny tyto národy přišly červí dírou ze starého světa, ale po katastrofě se vyvíjely nezávisle na sobě. Různě objevovaly technologie, které kdysi dávno již uměly. Všechny národy nakonec opět začaly cestovat vesmírem.

### Amarr
Největší národ v New Eden, Amarr, ovládá 40 % obydlených slunečních soustav. Hlavou říše je císař a pět dědických rodů, kteří spravují nižší celky, a pouze z jejich linie je volen nový císař. Císař a jeho rodina se dožívají až 500 let a to díky pokročilým implantátům, které je udržují na živu. Odmítají ale používat klonování, které by jim zajistilo prakticky úplnou nesmrtelnost. V Amarrské říši totiž převládá názor, že při klonování se nepřenese duše člověka, a jeho klon tak je jen jeho bezduchou napodobeninou.
Amarr jsou silně věřící a jejich náboženství hraje v jejich životě důležitou roli. Krátce po katastrofě EVE brány kolonizují Amarr okolní systémy a zotročují si jejich obyvatele. Otrokářství hraje v jejich kultuře podstatnou roli.
Amarr byli první, kdo znovu objevil technologii Warp a dovednost stavět brány mezi systémy. Po několika letech však narazili na mocné soupeře v galaxii. Jejich cesty se střetly s ostatními velkými národy. Jako první potkali Gallente, ale záhy zjistili, že ačkoliv Gallente bylo o mnoho méně, dokázali se jim sílou vyrovnat. Amarr uskutečnili zoufalý pokus podmanit si národ Jove, ale operace neuspěla. Nakonec Amarr zotročili téměř celou rasu Minmatar.
Od dob jejich největší slávy zpomalili svůj postup, ale stále jsou nejmocnější rasou v New Eden.

### Caldari
Stát ovládaný několika obrovskými korporacemi, které spravují zákony a společně vládnou občanům státu. Občané jsou však stále bráni jako zákazníci a systém funguje tak, aby vyhovoval všem.
Ačkoliv Caldari nejsou tak velkým národem, ostatní v galaxii je respektují a obávají se jich. Jejich ekonomika je silná a jejich vojenská tradice také. Caldari také jednají jako jeden. Společnosti spolu spolupracují a podporují se. Pokud by byla ohrožena nějaká z korporací, celý stát je připraven zasáhnout.
Caldari jsou fanoušci tvrdých sportů jako například krvavé souboje gladiátorského způsobu. Mimo to jsou i vášniví sázkaři a gamblerství tvoří podstatnou část jejich průmyslu.
Stát nabízí svým občanům ty nejlepší nebo ty nejhorší životní podmínky. Pokud je občan pracovitý, spolehlivý a dodržuje zákony, je v životě spokojený. Naopak ti nevhodní ztrácí respekt, postavení a vůbec všechno, že následkem může být jen exil nebo sebevražda. Caldari jsou velice opatrní, co se týče galaktických vztahů s ostatními národy, ale na druhou stranu si váží těch, kteří dodržují jejich pravidla.

### Gallente
Gallente jsou liberálové a obránci svobodného světa. Pro mnohé je jejich federace zemí zaslíbenou, kde se plní sny.
Mnoho nejbohatších lidí světa patří mezi Gallente. Gallente vytvářejí největší poptávku po luxusním zboží. Na druhou stranu tu jsou i miliony opravdu chudých lidí, kvůli místní ekonomice otevřeného trhu.
Gallente federace se skládá z více národů. Federace je jen zastupuje a reprezentuje v jednání s ostatními velkými národy.
Původně byli součástí federace i Caldari, ale kvůli odlišnostem v názorech je Gallente vyhnali, aby si založili vlastní říši. Po nějakou dobu obě říše proti sobě válčily, ale ani jedna strana nedokázala vyhrát, tak byl nakonec ustaven mír.
Šířit svobodu po galaxii je ctnostné poslání Gallente, kteří jsou jedinou pravou demokracií v této galaxii.

### Minmatar
Minmatar jsou samotáři, kteří se dokážou postarat sami o sebe. Na druhou stranu rodina a příbuzní hrají důležitou roli v jejich kultuře. Nejvíce pirátů a zlodějů v galaxii je z řad Minmatar.
Jejich říši si dělily mezi sebe silné klany. Tyto klany mezi sebou často válčily, ale postupem času se u nich vyvinula pokročilá kooperace. Při ohrožení jednají klany jednotně.
Dnes je většina Minmatar zotročena rasou Amarr, ale nejenom samotní Minmatar usilují o svou svobodu, a proto se čísla svobodných zvyšují.
Minmatar jsou nejpočetnější rasou na světě, ale jejich čísla jsou dělena mezi mnoho frakcí. Proto ačkoliv existuje oficiální Minmatar republika, tak pouze čtvrtina Minmatar je její součástí. Třetina je zotročena a pětina se nachází ve federaci Gallente, což také vytváří napjaté vztahy mezi Gallente a Amarr. Ostatní Minmatar nejsou součástí žádné organizace a sami se potulují vesmírem. Většina z nich pak operuje jako pašeráci, bandité, piráti, drogoví dealeři nebo zabijáci. Největší kriminální skupiny jsou zpravidla ovládané minmatarskými piloty.

### Jove
Nehratelná rasa v EVE. Jove jsou záhadní lidé, kteří svojí technologií předčili všechny ostatní národy. Ačkoliv jsou to jistě lidé, tak je ostatní národy za lidi nepovažují. To je z důvodu, že Jove experimentovali s genetikou a svými těly. To jim umožňovalo téměř všechno a při extrémech jejich těla a mysli mutovaly do bizarních rozměrů.
Nakonec se jim tyto experimenty vymkly kontrole a to znamenalo rozpad jejich DNA, které už se nepodařilo nikdy opravit. Další ranou byla smrtící nákaza, která postihovala pouze jejich rasu.
Jove však kdysi vybudovali nejmocnější říši v New Eden. Již dlouho před ostatními kolonizovali systémy a objevovali nové světy.
Jejich touha po znalostech je známá. Dokážou nepozorovaně infiltrovat ostatní národy a získávat informace, čímž si získávají silnou pozici mezi ostatním národy. Vydělávají na prodeji svých technologií méně rozvinutým národům.
Říše Jove jsou mysterijní a uzavření ostatním národům. Pouze některým cizincům je dovoleno přebývat v jejich říši.
Od události známé jako Caroline's star, kde exploze hvězdy zničila jovianskou síť hvězdných bran, o nich nejsou žádné zprávy a předpokládá se, že vymřeli.

### Triglaviané
Lidská civilizace, která se po tisíciletí izolovala v uměle vytvořené dimenzi, tzv. Propasti (Abyssal Space). Jejich příslušníci jsou propojeni úlovým vědomím.
Jejich lodě využívají speciální zbraňový systém, entropický dezintegrátor, jehož síla je tím vyšší, čím déle je zaměřen na jediný cíl a dokáží libovolně cestovat mezi Propastí a vnějším vesmírem, což jim umožňuje provádět invaze do jakéhokoliv systému a obcházet tak hraniční opevnění.
Jsou silně nepřátelští ke všem říším, jejichž systémy se snaží obsadit a změnit ke svým účelům, ale rádi mezi sebou přivítají capsuleery, kteří se k jejich dobyvačnému tažení chtějí připojit. V současné době také neútočí na hráčské korporace a aliance, které ovládají regiony nullsecu.

## Herní systém
Na rozdíl od ostatních online her není hra rozdělena na více serverů, ale všichni hrají na jednom serveru zároveň.

### Tvorba postavy

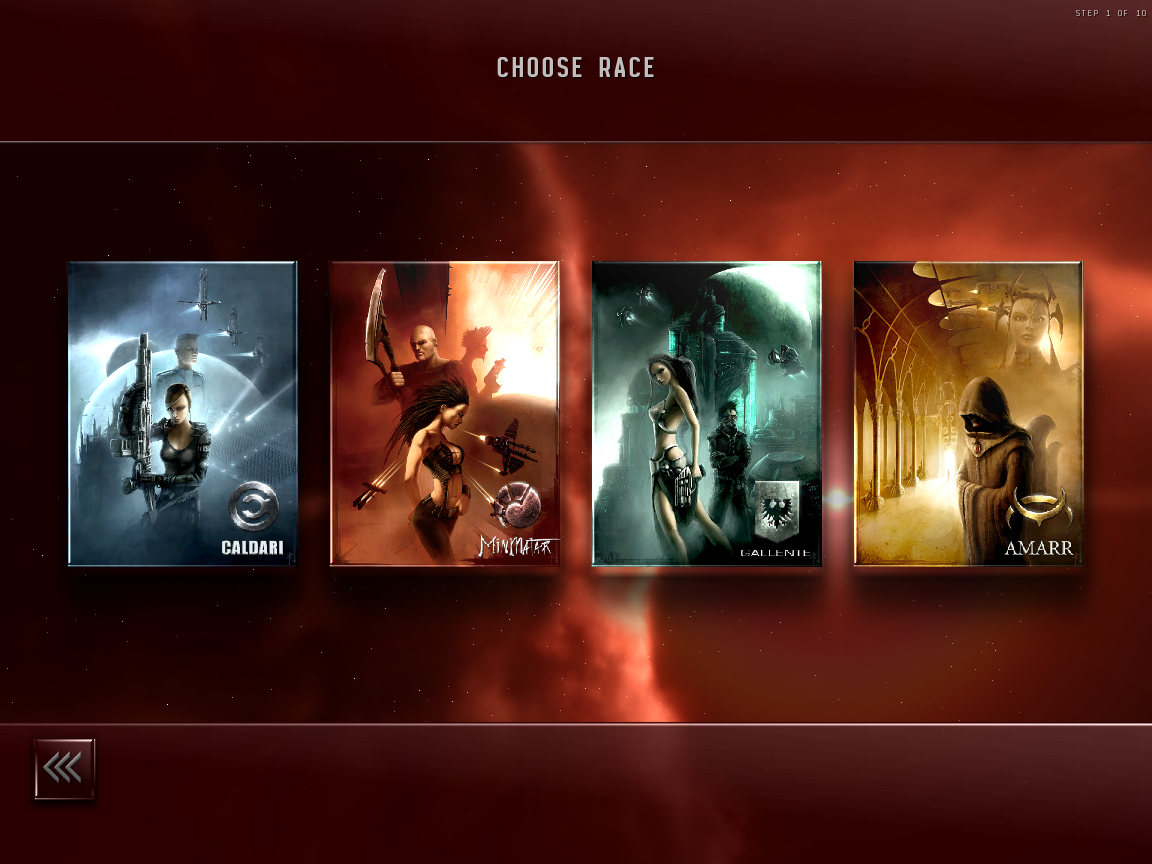
Výběr rasy při vytváření postavy

Ačkoliv většinu času strávíte ve své lodi nebo ve stanici ve své lodi, vytváříte si na začátku svojí postavu. S postavou bylo dříve možné navštěvovat kajutu na stanici, ale tato možnost byla nakonec ze hry odebrána.

### Klonování
Vaše postava je pouhý klon. V EVE byla objevena technologie klonování, která zabraňuje trvalé smrti. Váš klon je ihned po smrti oživen na některé z hráčem zvolených stanic. Při smrti však přicházíte o veškeré implantáty, kterými jste byli vybaveni. Po každém oživení se na nový klon přenesou všechny vaše dříve natrénované dovednosti.

### Vývoj postavy
Vývoj postavy v EVE probíhá v reálném čase a to i za předpokladu, že hráč není připojen do hry. Dovednosti (skills), které jsou reprezentované knížkami, se použitím nahrají do tréninkové fronty (training queue), která dovoluje vložit více dovedností za sebou. Každá dovednost má různou dobu k naučení. Při aktivaci se odpočítává čas k dokončení dovednosti. Po dokončení se automaticky začíná trénovat další dovednost ve frontě. Dobu trénování jednotlivých dovedností je možné zkrátit správným nastavením atributů vaší postavy a použitím implantátů, které tyto atributy ještě navýší.

### Týmové hraní
V EVE je každý pilot členem korporace. Toto pravidlo platí i pro NPC postavy. Na druhou stranu tyto korporace mohou ovládat samotní hráči či v případě NPC korporací postavy ze světa EVE. Korporace se mohou sdružovat do aliancí a ty zase do koalic (ty lze ale najít jen mezi aliancemi operujícími především v hráči ovládnutelném vesmíru).

### Profese
V EVE nejsou profese jednoznačně dány nějakým systémovým prvkem hry. Profese jsou dány volbou hráče při výběru trénování určitých dovedností. Jedna postava může teoreticky umět všechno, ale trénování všech dovedností by trvalo přibližně 20 let. Proto se většinou hráči specializují. Mezi základní profese patří obchodník, voják, výrobce, těžař, objevitel, vědec, ale existuje jich mnohem více. Hráči na sebe mohou vzít roli kurýra, špióna či vojevůdce. Všechny profese nejsou jednoznačné a záleží jen na hráči jaké si zvolí dovednosti pro svého pilota nebo zda se rozhodne změnit zaměření a profesi své postavy.

### Vesmírné lodě

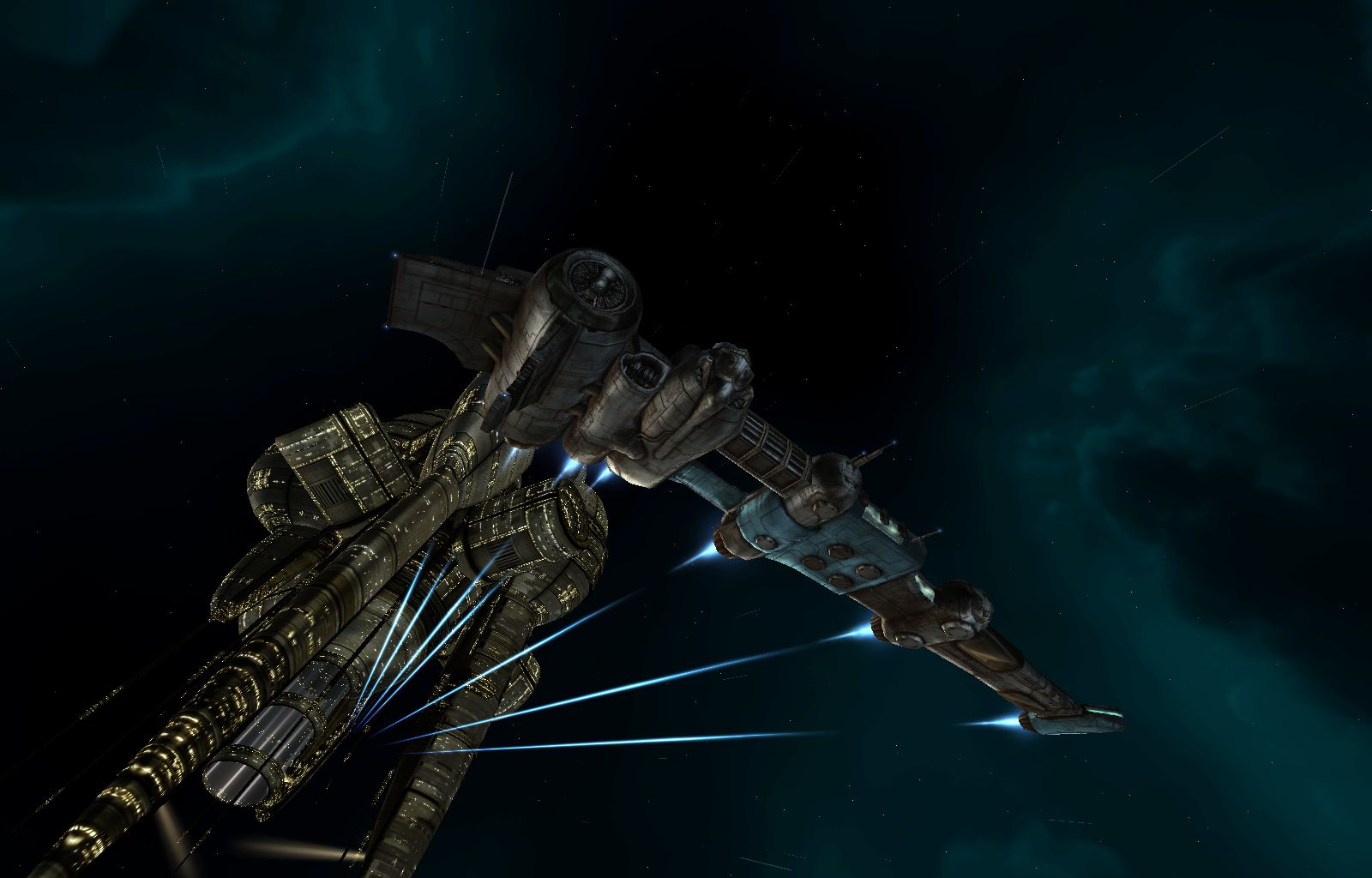
Jedna z drobnějších lodí, Gallente Destroyer Catalyst

K dispozici je několik desítek lodí. Každý národ má své vlastní lodě, které se od ostatních národů liší tak, že žádný typ lodi není stejný s druhou. Tyto kategorie se dále dělí například podle technologie na standard a advanced ships. Ačkoliv hráč ze začátku létá pouze s fregatami, neznamená to, že to nejsou lodě použitelné v pozdějších fázích hry. Každá loď je specifická a hodí se pro jiné situace.
Často vyčítanou věcí ve hře je fakt, že se lodě chovají, jako by byly v tekutém prostředí namísto kosmického vakua. Například mají omezenou maximální rychlost danou hmotností a výkonem motorů a při vypnutí pohonu zpomalují. V rámci lore je tato fyzikální nepřesnost vysvětlována jako důsledek aktivity warp jádra lodě, které vytváří energetické pole, které působí "tření" proti samotné struktuře časoprostoru (chcete-li Éteru), a v důsledku toho může loď manévrovat podobně, jako v atmosféře. Nemožnost zrychlit na rychlosti blízké rychlosti světla nepředstavuje problém, vzhledem k tomu, že warpový pohon je instalován i na ty nejmenší lodě. Energetická pole jednotlivých warpových jader v blízkosti se také překrývají a jejich efekt na časoprostor se výrazně zesiluje, díky čemuž dochází k lokálnímu zpomalení času, které se zároveň přenáší přes hvězdné brány do blízkých systémů v rámci konstalace (vysvětlení časové dilatace sloužící ke snížení náporu na server při větším počtu hráčů v jednom systému a v blízkých systémech). Warp jádra navíc není možné bezpečně vypnout, a pokud jsou narušena externími vlivy, dochází k okamžité a ničivé explozi.
Kategorie vesmírných lodí:

#### Pod (capsule)
Kapsle vejcovitého tvaru (občas se označuje i jako egg, tedy vejce) nesoucí tělo pilota, která je obvykle zapojená v lodi a při jejím zničení je z ní odpálena, aby sloužila jako únikový modul. Je vybavená podsvětelným i warpovým pohonem, navíc do warpu kvůli nízké hmotnosti vstupuje okamžitě, takže ji nelze zaměřit, pokud pilot zadá příkaz dostatečně rychle. Lze ji však chytit pomocí bublin. Pokud je zničena, pilot zemře a jeho vědomí je přeneseno do nového klona na k tomu určené stanici vybavené klonovacím zařízením, ale vybavené implantáty jsou nenávratně ztraceny. Dříve bylo navíc nutné si kupovat i klony třídy beta (alfa byl v základu) až omega, dle celkového množství naučených schopností. Smrt bez dostatečně kvalitního klona vedla ke ztrátě skill pointů.

#### Osobní raketoplány (space shuttles)
Malé lodě určené pro osobní přepravu. Neozbrojené a velmi slabé, ale schopné velice rychlého vstupu do warpu a disponující imunitou vůči plošnému rušení warpu (tzv. bublinám), díky čemuž je prakticky nelze chytit. Nicméně jsou velmi zranitelné tzv. smartbombami, které působí plošné poškození v určité vzdálenosti od lodi, pokud si na ně hráč s nekalými úmysly počká při příletu k hvězdné bráně.

#### Korvety (corvettes)
Začátečnické lodě přidělované zadarmo pilotům, kteří zadokují na stanici, kde nevlastní žádnou loď.

#### Fregaty (frigates)
Malé a obratné válečné lodě. Existují varianty specializované na boj, pronásledování, elektronický boj apod. V rámci technologicky pokročilejších (T2) modelů je specializace ještě znatelnější.
- Fregaty námořnictva (Navy frigates) – Speciální modely fregat patřící vesmírným námořnictvům říší, dostupné především hráčům patřícím k imperiálním milicím skrze speciální mise ve sporých systémech (faction warfare). Silnější než základní modely.
- Stíhačky (Interceptors) – Velice rychlé a obratné lodě, které je velice těžké chytit či zasáhnout. Také je možné je vybavit modulem interdikčního anulátoru (interdiction nullifier), který poskytuje imunitu proti plošnému rušení warpu. Existují varianty pro boj (combat interceptors) působící větší poškození, a varianty pro boj ve flotile (fleet interceptors), které jsou schopné efektivněji využívat rušičky warpu a interdiction nullifier.
- Útočné fregaty (Assault frigates) – Silnější verze bojových fregat. Se silnějšími zbraněmi i obranou. Je možné je vybavit tzv. Assault damage control system (útočný systém kontroly škod), který krom pasivního zvýšení odolnosti vůči poškození může loď na krátkou chvíli učinit téměř nezranitelnou.
- Lodě pro tajné operace (Covert ops ships) – Fregaty určené pro nepozorovaný pohyb, k čemuž jim pomáhá možnost používání pokročilých maskovacích zařízení (Covert ops cloaking device), které umožňují let warpem se zapnutým maskováním. Dále se dělí na průzkumné lodě disponujícími bonusy k používání průzkumných či bojových sond (určených k hledání nepřátelských základen, lodí či PVE stanovišť v daném systému), bonusy k využívání hackovacích a analytických modulů (pro PVE aktivity) a možností používání interdikčních anulátorů. Druhou podskupinou jsou strategické bombardéry (strategic bombers), které mohou používat torpéda (normálně vyhrazená pro bitevní lodě), a vrhače bomb (bomb launchers), které vystřelují nenaváděné bomby, které po určité uražené vzdálenosti explodují a způsobí plošné poškození. Dobře mířená salva těchto bomb dokáže zdecimovat celou nepřátelskou flotilu, ale bombardéry samy jsou velice zranitelné a navíc nemohou v highsecu a lowsecu odpalovat bomby.
- Lodě pro elektronický boj (electronic attack ships) – Křehké a chabě ozbrojené fregaty určené k používání systému elektronického boje dané říše. Nejčastěji se využívá gallentský Keres, disponující větším dosahem rušiček warpu a vyšší účinností tlumičů senzorů (které omezují maximální zaměřovací dosah a rychlost postiženého nepřítele) a minmatarská Hyena s vyšším dosahem tzv. stázové sítě (stasis webifier), kterou je možné nepřátelskou loď zpomalit.
- Logistické fregaty (logistic frigates) – Lodě určené k dálkové opravě štítů či pancíře spojenců. Samy o sobě prakticky bezbranné.

#### Torpédoborce (destroyers)
Lodě vybavené větším počtem fregatních zbraní, velice účinné především v boji proti nim. Obvykle působí velké poškození, ale samy o sobě jsou poměrně křehké. Mají různorodé funkce, například gallentský Catalyst působí obrovské škody, ale pouze na krátkou vzdálenost, což ho činí velice zranitelným, zatímco caldarský Cormorant obvykle plní funkci odstřelovače. Opět existuje několik podskupin.
- Torpédoborce námořnictva (navy destroyers) – Silnější varianty torpédoborců od námořnictev říší.
- Interdiktory (Interdictors) – Specializované na vypouštění warp rušících sond (warp disruption probes), obvykle označovaných jako "dictor bubbles" (bubliny), které na dvě minuty ve vzdálenosti do 20 kilometrů od sondy znemožňují aktivaci warpu, pokud loď není imunní (raketoplány) nebo neaktivuje interdikční anulátor), tyto sondy však nelze aktivovat v highsecu nebo lowsecu. Nezbytná součást jakékoliv flotily v nullsecu a obvyklý první cíl nepřátelské palby, míra přežití interdiktorů je tak velice nízká.
- Velitelské torpédoborce (command destroyers) – Lodě určené k elektronické podpoře flotil pomocí tzv. command burst (velitelské pulzy), které v určité vzdálenosti od velitelské lodi při aktivaci vylepšují určité parametry spojenců, konkrétně obranu, senzory, elektronický boj a pohon. Také je možné je vybavit speciálním generátorem mikro-skokového pole (micro jump field generator), který samotný torpédoborec a všechny lodě v dosahu přesune o 100km ve směru, kterým se torpédoborec pohybuje. Ideální pro rychlý ústup nebo pro doslova rozetnutí nepřátelské flotily vedví.
- Taktické torpédoborce – Lodě technologické úrovně 3, založené na technologii civilizace Sleeperů z vesmíru za červími dírami. Výroba vyžaduje sleeperské relikvie pro získání výrobních plánů a speciální materiály z wormhole systémů k výrobě. Disponují tzv. módy, které je možné libovolně přepínat pro získání určitých bonusů v závislosti na potřebě. Konkrétně obranný mód (defense mode), který posiluje obranu lodi, a to zesílením pancíře/štítu, zlepšením efektivity opravných modulů či zmenšením tzv. poloměru signatury (signature radius), což činí loď hůře zaměřitelnou a zasažitelnou. Druhým módem je ostrostřelecký mód (sharpshooter mode), který zvyšuje dostřel či přesnost zbraní, působené poškození, dosah zaměřování a odolnost lodi proti nepřátelskému rušení zaměřování zbraní a senzorů. Třetím módem je pohonný mód (propulsion mode), který zvyšuje rychlost lodi, obratnost lodi či efektivitu pohonných modulů.

#### Křižníky (cruisers)
Lodě střední velikosti, pravděpodobně nejčastěji používaný druh lodí. Stejně jako u fregat existují varianty pro boj, taktiku hit-and-run, logistiku či elektronický boj. Podskupiny jsou též podobné, jako u fregat, byť existuje i několik rozdílů.
- Křižníky námořnictva (navy cruisers) – Silnější varianty křižníků od námořnictev říší.
- Průzkumné lodě (recon ships) – Lodě specializované na elektronický boj (dle říše jejich původu), dále se dělí na tzv. "Force recon" (průzkumné síly), schopné letu warpem se zapnutým maskováním a používání tzv. generátoru cynosurálního pole (cynosural field generator), který slouží jako cílový maják používaný skokovými pohony větších lodí (především dreadnoughtů, carrierů či titánů, black ops lodě a freightery mohou používat speciální druhy těchto majáků), jedinou další skupinou lodí schopných používat běžný cynosural field generator jsou black ops battleships. Druhou podskupinou jsou pak tzv. combat recon ships (průzkumně-bojové lodě), které mají jednak silnější výzbroj a především se nezobrazují na dálkových skenerech (directional scanner), byť je stále možné je detekovat pomocí sond, což z nich dělá ideální lodě pro přepadové akce. Tyto lodě jsou ve flotiách často používané pro své bonusy k elektronickému boji, především gallentská Lachesis a Arazu (bonus k dosahu rušiček warpu a efektivitě tlumičů senzorů) a minmatarský Huginn a Rapier (bonus k dosahu stázových sítí a efektivitě systémů značení cílů – které usnadňují palbu po zaměřené lodi zvětšením její signatury). Často bývají vybavené dražšími verzemi modulů elektronického boje získaných z vraků elitních pirátů (obvykle disponujících větším dosahem ve srovnání s běžnými verzemi), jedná se tedy o poměrně lukrativní cíle, jejichž zničení zároveň nepřátelské flotile poměrně dost uškodí.
- Těžké útočné křižníky (Heavy assault cruisers) – Silnější verze běžných křižníků, jak v obraně, tak v útoku, určené pro boj v předních liniích. Často používané jako "Mainline ships" (Hlavní lodě) flotil v tradiční DPS lodi. Je možné je vybavit tzv. Assault damage control system (útočný systém kontroly škod), který krom pasivního zvýšení odolnosti vůči poškození může loď na krátkou chvíli učinit téměř nezranitelnou.
- Těžké interdikční křižníky (Heavy interdiction cruisers) – Křižníky určené, podobně jako běžné interdiktory, k používání plošných rušiček warpu (bublin), tentokrát však v podobě modulu zvaného Generátor warp rušícího pole (Warp disruption field generator), který vytvoří rušivé pole v určitém poloměru okolo lodi, v závislosti na schopnostech pilota a kvalitě daného modulu. Modul je také možné vybavit skriptem, který jeho efekt soustředí na jedinou loď. Když je tento modul aktivní, nelze poskytovat interdiktoru žádnou dálkovou podporu (logistickou či elektronickou) a loď sama je navíc výrazně pomalejší, nemůže vstoupit do warpu nebo proskočit bránou, a navíc má zvětšenou signaturu, jedná se tedy o snadný cíl.
- Logistické křižníky (Logistics cruisers) – Lodě určené k dálkové logistické podpoře, oproti logistickým fregatám mohou ostatním lodím krom opravy štítů/pancíře také dobíjet energii v hlavním kondenzátoru, pomáhat jim se zaměřováním pomocí dálkových zaměřovacích počítačů či používat logistické drony. Gallentské a minmatarské logistické křižníky jsou určené k opravám pancíře, resp. štítů (dle frakce) a používání dálkových zaměřovacích počítačů, zatímco amarrské a caldarské logistické křižníky mohou krom opravy pancíře, resp. štítů také efektivněji používat moduly pro dálkový přenos energie. Časté je též vzájemné dobíjení energie mezi logistickými loděmi (přenáší se více energie, než se spotřebuje) pro zajištění dostatku energie, zatímco gallentské a minmatarské lodě musí spoléhat na stabilitu dobíjení a vybíjení kondenzátorů. Zdatné logistické křídlo, schopné rychle reagovat na žádosti o pomoc spojenců pod palbou může flotile zajistit téměř úplnou nezničitelnost, především pokud bojuje proti slabšímu nepřítelli, ale z tohoto důvodu se logistické lodě často stávají hlavním cílem nepřátelské palby.
- Strategické křižníky (Strategic cruisers) – Lodě technologické úrovně 3, založené na technologii civilizace Sleeperů z vesmíru za červími dírami. Výroba vyžaduje sleeperské relikvie pro získání výrobních plánů a speciální materiály z wormhole systémů k výrobě. Krom samotné lodi je nutné do ní pořídit tzv. subsystémy, které určují vlastnosti lodi. Subsystémy je možné ve stanici či s pomocí mobilního depa vyměnit a strategický křižník má speciální nákladový prostor, do kterého se vejdou až tři náhradní. Díky těmto subsystémům může strategický křižník plnit prakticky jakoukoliv funkci (krom interdictoru). Může být specializován na působení škod, silnou obranu, skenování, průzkum (včetně PVE hackování a archeologie) či elektronický boj. Též může být vybaven subsystémem umožňujícím let warpem se zapnutým maskováním. Všechny strategické křižníky je také možné vybavit anulátory interdikce, byť je speciální subsystém může ještě vylepšit (delší působení a rychlejší možnost reaktivace). Specializace pomocí subsystémů je však o něco méně efektivní, než jsou dané třídy lodí (recon ships, assault cruisers atd.). Jsou však díky ní ideální pro PVE aktivity, vzhledem k možnostem specializace na PVE boj, utajený pohyb, skenování a hackování.

- Vlajkové křižníky (flag cruisers) – téměř nezničitelné, ale neozbrojené, lodě, určené pro velitele flotil, ze hry prakticky odstranily taktiku tzv. headshotů, které spočívaly v likvidaci nepřátelského velitele a narušení koordinace a řízení flotily. Díky extrémně silné obraně hraničící s nezničitelností se nejedná o obvyklý cíl v boji, ale pokud je nepřátelská flotila poražena a její velitel nestihne ustoupit, je pro vítěze vítaným "zákuskem".

#### Bitevní křižníky (battlecruisers)
Lodě o velikosti mezi křižníkem a bitevní lodí. Oproti křižníkům jsou pomalejší, ale zároveň mají silnější obranu a zbraně. Některé modely mohou dokonce používat zbraně pro bitevní lodě, zatímco zbylé modely mohou být vybaveny command linky pro elektronickou podporu vlastní flotily. Používané jednak v rámci doktrín nullsecových aliancí a jednak především pro "endgame" PVE aktivity, například Inkurze, lov pirátů v nullsecu (ratting) či v červích dírách.
- Bitevní křižníky námořnictva (navy battlecruisers) – Silnější varianty bitevních křižníků od námořnictev říší.
- Velitelské lodě (command ships) – Podobně jako velitelské torpédoborce jsou určené k poskytování elektronické podpory flotile pomocí command linků, které jsou na nich efektivnější. Krom toho mají také silnější zbraně a obranu oproti běžným bitevním křižníkům. Navzdory názvu v nich obvykle nelétají velitelé, ti používají vlajkové křižníky. Jejich role ve flotilách je označována jako "booster" (zesilovač). Díky silné obraně a prioritě u logistických lodí se obvykle nejedná o hlavní cíl palby, byť představují lukrativní cíl díky obvykle drahé výbavě (především obranných modulech).

#### Bitevní lodě (battleships)
Největší subkapitální lodě v EVE, se silnou obranou i útokem, za které však platí nižší pohyblivostí, vysokou cenou a nízkou přesností zbraní proti menším lodím. Určené obvykle k boji v předních liniích či k odstřelování, ale existují i verze specializované na elektronický boj (např. amarrský Armageddon nebo caldarský Scorpion).
- Bitevní lodě námořnictva – Silnější varianty bitevních lodí od námořnictev říší.
- Lodě pro černé operace (black ops ships) – Speciální třída lodí určená pro přepadové operace za nepřátelskými liniemi. Sama o sobě může být vybavena generátorem cynosurálního pole pro velké lodě či skokové portály titánů, ale její hlavní síla pramení z možnosti používání generátoru cynosurálního pole pro tajné operace (covert cynosural field generator), kterým se zjednodušeně řečeno může vybavit jakákoliv loď schopná letu warpem s aktivním maskováním (a tedy používání systému covert ops cloaking device) a jiné black ops lodě. Tento generátor cynosurálního pole není ovlivněn rušičkami a nelze jej zaměřit (běžné cynosurální pole se zobrazuje všem pilotům v systému a lze k němu také odkudkoliv doletět). Také může být vybavena speciálním generátorem skokových portálů (covert jump portal generator), kterým však mohou proskočit pouze lodě, které je možné vybavit covert ops cloakem (například strategické bombardéry pro útok na chyceného nepřátelského hráče nebo průzkumné lodě vybavené běžným cynogenerátorem pro přesun zbytku flotily pomocí skokového portálu titána). Krom toho mají black ops lodě několik bonusů na používání maskovacích zařízení, především rychlejší pohyb při zapnutém maskování (které obvykle lodě zpomaluje) a absencí prodlevy mezi deaktivací maskování a zapnutím zaměřovacích systémů. Nicméně je není možné vybavit covert ops cloakem a nemohou tedy letět zamaskované warpem.
- Marodéři (Marauders) – Nejsilnější subkapitální lodě v EVE online, které se mohou při dobré výbavě měřit i s některými kapitálními loděmi. Oproti běžným bitevním lodím mají silnější a přesnější zbraně i silnější obranu. Jejich hlavní síla ale pramení z možnosti používat tzv. Bastion module, který zvýší dostřel zbraní, odolnost lodi proti nepřátelskému elektronickému boji a především posílí její obranu do takové míry, že se správným vybavením je pak ke zničení marauderu potřeba soustředěná palba celé nepřátelské flotily, především pokud je flotila tvořena fregatami či torpédoborci. Cenou za tyto bonusy je úplné znehybnění lodi po dobu aktivace modulu a znemožnění dálkové asistence. Maraudery jsou také velice drahé a náročné na schopnosti pilota, takže se málokdy používají při bojích flotil (které musí být z principu pohyblivé). Nejčastěji se tak využívají pro endgame pve či pro sólo pvp, při kterém se odvážný pilot vydá do systému nepřátelské korporace/aliance a pustí se s nimi sám do boje, dokud boj nevzdají, marauder nezničí sami nebo si nepřivolají na pomoc kapitální lodě. Obvyklejší je ta druhá či třetí možnost, vzhledem k tomu, že dreadnought už udělá s marauderem krátký proces, neboť jej kvůli nehybnosti obou lodí může snadno zasáhnout. Maraudery bývají obvykle vybaveny velice cennými moduly, které jejich cenu až zněkolikanásobují oproti ceně samotné lodi, zničení marauderu je pro útočníky či obránce vždy důvodem k oslavě i příležitostí k získání cenného lootu.

#### Kapitální lodě (capital ships)
Největší lodě v New Edenu a hlavní nástroj projekce moci velkých aliancí a koalic. Nemohou vstoupit do highsecu (ve kterém jsou tak pouze ty kapitální lodě, které v něm byly před vyhlášením zákazu. Často se dělí na kapitální lodě (dreadnoughty, force auxilliary a carriery) a superkapitální lodě (supercarriery a titány). Oproti menším lodím jsou všechny vybavené skokovým pohonem, který jim umožňuje okamžitý přesun do jiného systému v dosahu bez použití hvězdné brány nebo červí díry, pokud je v daném systému tzv. cynosurální pole (zajištěné správně vybavenou průzkumnou či black ops lodí nebo stacionární alianční strukturou – pouze v nullsecu).
- Dreadnoughty (dreadnoughts) – Lodě disponující drtivou palebnou silou, používané především k boji proti jiným kapitálním či superkapitálním lodím a stacionárním strukturám, byť je možné je také vybavit tzv. vysokoúhlovými zbraněmi (high-angle turrets), které jsou přesnější a lze s nimi bojovat proti menším lodím. Pro dosažení plného ničivého potenciálu musí používat tzv. obléhací modul (siege module), který zvýší poškození lodních zbraní o 700% (T2 verze o 840), posílí aktivní obranu lodi (celkem čtyřnásobně) a zajistí imunitu vůči rušičkám senzorů (ECM) a výrazně zvýší odolnost proti elektronickému boji, ale zároveň způsobí silnou impedanci pro dálkovou podporu (což ji výrazně zeslabuje). Pokud je modul aktivní, loď se nemůže hýbat, vstoupit do warpu nebo skočit, a musí tedy na místě setrvat, dokud modul nedokončí svůj cyklus. Častá je taktika tzv. dreadbomb, kdy je skupina dreadnoughtů poslána na de facto sebevražednou misi s cílem zničit cenný nepřátelský cíl (obvykle titána nebo supercarrier), jehož cena dalece převyšuje cenu obětovaných dreadnoughtů. Existují i pokročilé verze od námořnictev říší. Pokročilou třídou jsou pak tzv. Lancer dreadnoughty, které mohou být vybaveny slabší verzí jedné ze superzbraní titánů, tzv. Lance.
- Podpůrné síly (Force auxilliary) – Kapitální logistické lodě používající obří verze modulů pro dálkové opravy pancíře i dobíjení štítu. S pomocí modulu triáže (triage module) mohou svou efektivitu v tomto úkolu výrazně posílit, spolu s vlastní obranou, výměnou za znemožnění pohybu a vlástních dálkových oprav.
- Letadlové lodě (carriers) – Lodě, které namísto běžných zbraní posílají do boje bitevníky (fighters), a to buď lehké bitevníky (light fighters), určené pro boj proti menším lodím nebo jiným bitevníkům (space superiority), a podpůrné bitevníky (support fighters), neozbrojené bitevníky určené pro elektronický boj (dle frakce původu, často se používají gallentské Siren, které mohou nepříteli rušit warp). Carriery samotné mohou používat tzv. zesíťované senzorové rozhraní, které za cenu znemožnění používání modulů pro elektronický boj a vstupu do warpu výrazně urychlí zaměřování nepřátel a zvýší odolnost proti rušení senzorů. Carriery také mají obří dosah zaměřování (tisíce kilometrů), což jim umožňuje vysílat své bitevníky k dalekým cílům. Bitevníky mají vlastní warpový pohon a mohou být přivolány prakticky odkudkoliv, pokud musí jejich carrier odletět. Krom využití ve flotilách, kde například často kryjí jiné kapitální lodě proti náletům nepřátelských bombardérů, se hojně využívají i pro PVE boj proti pirátům a vydělávání peněz (rattění). Také disponují bonusy ke command linkům a mohou převážet vybavené lodě pro ostatní hráče.
- Supercarriery (supercarriers) – Větší sestřičky menších letadlových lodí. Na rozdíl od nich nemohou používat podpůrné bitevníky, ale na druhou stranu mohou používat těžké bitevníky, které se dále dělí na bombardéry, které dokáží způsobit cizím kapitálním lodím obrovské škody, ale jsou pomalé a menší lodě netrefí, a odstřelovače vybavené dalekonosnou zbraní, vlastním skokovým pohonem (který je nutné používat manuálně a není to zrovna jednoduché) a vrhači bomb, které působí plošné poškození, ale také je nutné manuální zaměřování. S carriery sdílí networked sensor array, dalekonosné zaměřování a bonusy ke command linkům, krom toho mohou také používat tzv. pulzní projektory (pulse projectors), které v určité vzdálenosti od cílového místa vyvolají na krátkou dobu efekt elektronického boje (rušení warpu, tlumení senzorů apod.). Krom toho mají v závislosti na schopnostech pilota v základu stabilizované warp jádro, díky čemuž je těžší je chytit. Používají se pro boj proti jiným kapitálním a superkapitálním lodím či strukturám. Odvážní piloti je pak mohou používat i pro lov pirátů, ale v takovém případě je nutné být nesmírně opatrný, neboť supercarrier představuje nesmírně prestižní a cennou kořist (vzhledem k obří ceně nemá cenu šetřit na výbavě). Také mohou převážet lodě pro ostatní hráče a využívat speciální zařízení pro rychlé klonování pilotů ve flotile (tactical capsuleer recloner), kteří si před bojem vezmou speciální přípravek. Tito hráči si pak mohou rychle vybrat loď z hangáru supercarrieru a vrátit se do boje.
- Titáni (titans) – Největší z největších lodí a pýcha jejich vlastníků. V dřívějších dobách se jejich počet dal spočítat na prstech jedné ruky a jejich vlastníky byly pouze ty největší aliance. V dnešní době jich je sice mnohem více, ale přesto ztráta každého z nich dost zabolí. Titáni mohou být sami o sobě vybaveni protikapitálními zbraněmi dreadnoughtů (ne těmi high-angle proti menším lodím), byť ve větším počtu a bez nutnosti používat siege modul. Stejně jako supercarriery mají v závislosti na schopnostech pilota stabilizované warp jádro. Dále mohou používat tzv. generátory fenoménů (phenomena generator), které v určité vzdálenosti všem lodím způsobí určitý efekt (například gallentský generátor posílí pancíř a odolnost proti explozivnímu poškození, ale sníží odolnost proti termálnímu poškození a efektivitu dálkového dobíjení štítů), používat klonovací zařízení (Clone vat bay – který se dnes moc nepoužívá, vzhledem k rozšíření citadel a možnosti si po klonování na supercarrier rovnou vzít novou loď) a používat command linky. Jejich hlavní využití však spočívá jednak ve schopnosti otevírat pro spojence tzv. skokové mosty (jump bridges) k cynosurálnímu poli z recon nebo black ops ship a především v použití tzv. zbraní soudného dne (doomsday weapons). Těchto zbraní existuje několik druhů, základní způsobí extrémní poškození jedinému cíli a jsou tedy určené pro boj proti jiným kapitálním a superkapitálním lodím (nelze je zaměřit na malé lodě), kopí (lances), které způsobují plošné poškození v místech, které paprsek protne, smrťáky (reaper), působící plošné poškození okolo paprsku s tím rozdílem, že se paprsek může pohybovat, generátor bosonového pole (bosonic field generator – akronym je odkaz na Big Fucking gun ze série Doom), působící plošné poškození v určeném kuželu, a gravitačně-transportační oscilující pole (Gravitational Transportation field oscillator – akronym je odkaz na frázi Get the fuck out, neboli "vypadni"), které teleportuje všechny lodě v okolí na náhodné místo 100km daleko.

### Průmyslové a těžební lodě (industrial ships)
Lodě sloužící k přepravě či těžbě materiálů, od čerstvě vytěžených rud či ledu, po hotové výrobky převážené k prodeji. Dělí se na lodě pocházející od říší a pocházející od korporace ORE (outer ring excavations), která je průkopníkem v oblasti těžebních technologií. Před vydáním ORE lodí probíhala těžba pomocí slabých "těžebních laserů" nainstalovaných na křižnících či bitevních lodích. To je jeden z důvodů, proč neexistovalo tolik titánů, kapitálek a dokonce i bitevních lodí (schopnost nasadit několik desítek bitevních lodí byla považována za známku velké moci.

#### Lodě říší
T1 lodě slouží jako základní transporty, se slušným nákladním prostorem, ale nedostatky všude jinde, v rychlosti, obratnosti, obraně i možnostech výzbroje. Pro většinu říší existují 2 varianty, přičemž jedna je obratnější a druhá má větší nákladový prostor. Výjimkou jsou gallentské transporty, kterých existuje víc druhů, konkrétně druhy na přepravu surových rud/ledu, zpracovaných surovin a planetárních surovin. Tyto lodě lze také vybavit interdikčním anulátorem pro obranu proti bublinám.
Dále se industriálky dělí na několik podskupin, jak T1, tak T2.
- Blockade runner (lze přeložit jako "lamač blokád") – Rychlé a poměrně obratné transportní lodě s menším nákladovým prostorem, určené pro nepozorovaný pohyb po nebezpečném území. Jejich hlavní výsadou je možnost výbavy covops cloakem a tedy i let warpem se zapnutým maskováním. Navíc jsou imunní vůči skenům nákladu (hodí se především proti gankerům v hisecových systémech s nižším bezpečnostním hodnocením či u vytížených obchodních stanic (trade hub).
- Deep space transport (transportér do hlubokého vesmíru) – Nákladní loď s velmi vysokou nákladní kapacitou (včetně tzv. fleet hangaru, do kterého je možné udělit přístup členům flotily či korporace), silnou obranou, bonusy k využívaní přetížených systémů a především v základu stabilizovaným warp jádrem (o 2 body, spolu se stabilizátorem tedy až 4), v kombinaci s interdikčním anulátorem může taková loď utéct i menšímu nullsecovému gatecampu.
- Frachťáky (freighters) – Kapitální nákladní lodě. Mají obří nákladní prostor, ale samy o sobě jsou poměrně křehké (ve srovnání s jinými kapitálkami) a nelze je vybavit prakticky žádnými moduly. V T2 verzi (jump freighters) získávají skokový pohon, který navíc nevyžaduje standardní cynogenerátor, ale může používat tzv. průmyslový (industrial cynosural field generator), který lze vybavit na jakoukoliv jinou průmyslovou loď říší či na Venture.

#### Lodě ORE
ORE vyvinula těžební loď skoro pro každou příležitost.
- Venture – Základní těžební fregata. Lze s ní poměrně efektivně těžit většinu rud a především vesmírného plynu (k výrobě drog či pokročilých materiálů). V základu má také stabilizované warp jádro a je to nejmenší loď, která může generovat cynosurální pole pro skokovou navigaci frachťáků a Rorqualů (i když kvůli malému nákladovému prostoru nemá dost paliva na více než jednu aktivaci).
- Expediční fregaty – Vylepšené verze Venture, s různou specializací. Prospect je určen k nenápadné těžbě v nepřátelském teritoriu, k čemuž mu slouží možnost používat covops cloak. Též disponuje bonusy k těžbě plynu, hodí se tedy například pro těžbu plynu v systémech za červí dírou (které jsou nutné pro výrobu pokročilých materiálů). Druhou expediční fregatou je Endurance, která je specializovaná k těžbě vesmírného ledu pro výrobu paliv. Sice nemůže využívat covops cloak, ale může využívat běžná maskovací zařízení bez postihu k rychlosti a s nižšími nároky na CPU lodě. Obě expediční fregaty mohou též efektivně těžit rudy.
- Těžební bárky (mining barges) – Lodě určené k vysokoobjemové těžbě pomocí pokročilých těžebních paprsků (strip miner), které jsou řádově efektivnější oproti běžným těžebním laserům. Dělí se na Covetor s nejvyšším těžebním výkonem, Retriever s největším nákladním prostorem na rudu a Procurer s nejsilnější obranou a bonusem k poškození dronů. Krom rud mohou těžit i led a plyn.
- "Exhumátoři" (Exhumers) – Vylepšené verze těžebních bárek. Stejně specializované jako ony. Hulk (těžební výkon), Mackinaw (nákladová kapacita) a Skiff (obrana)

- Noctis – Loď specializovaná na záchranu materiálů z vraků (salvage), k čemuž jí pomáhají bonusy na dosah a rychlost vlečných paprsků (tractor beam) a zkrácení doby cyklu zařízení pro záchranu materiálů (salvager).
- Průmyslová velitelská loď (Industrial command ship) – Lodě specializované na využívání těžebních dronů a především tzv. mining foreman burst (velitelské pulzy těžařského předáka), které vylepšují těžební lodě okolo (větší dosah, rychlost těžby a vyšší výdrž speciálních krystalů (u T2 těžiček). Dělí se na třídu Porpoise a Orca, přičemž Orca je větší a s obecně lepšími vlastnostmi (obranou apod.) i bonusy k různým s těžbou souvisejících modulů (vlečné paprsky, mining linky, poškození a rychlost těžby dronů apod.). Orcu je navíc možné vybavit tzv. průmyslovým jádrem (large industrial core), které vylepšuje její těžební schopnosti, obranu i mining linky a navíc umožňuje provádět pilotovi Orcy i ostatních těžařů kompresi natěžených materiálů.
- Rorqual – Kapitální průmyslová loď (Capital industrial ship). Mobilní těžební základna s výraznými bonusy na mining linky, poškození a těžba dronů apod. Může využívat tzv. kapitální průmyslové jádro, které loď sice znehybní, ale násobně vylepší její těžební drony, obranu i mining linky a navíc umožní kompresi materiálů. Efekty tohoto modulu jsou vyšší, než u toho pro Orcu. Také může jako jediná loď využívat tzv. Excavator drony, těžební drony s mnohem vyšší rychlostí těžby, než mají běžné těžební drony. Excavatory jsou však relativně pomalé, křehké a hlavně drahé, což z nich dělá častý cíl útočníků. Rorqual také může využívat speciální modul zvaný pulzně-aktivovaný nexus jádra nezranitelnosti (Pulse activated nexus invulnerability core – akronym je odkaz na slovo Panic, neboli panika), který na krátkou dobu zajistí Rorqualu a blízkým průmyslovým lodě ve stejné flotile prakticky úplnou nezranitelnost. Rorqual musí mít aktivní zaměření na asteroid, aby modul šlo spustit (aby se zabránilo využívání Rorqualů pro boj). Ideální v případě nepřátelského útoku, aby měla obranná flotila čas Rorqual a jeho těžební lodě zachránit. Jako většina kapitálních lodí je Rorqual vybaven skokovým pohonem, který navíc může využívat i industrial cyno, stejně jako Jump freightery.
- Bowhead – Frachťák ORE, určený především k přepravě složených a vybavených lodí ve speciálním hangáru, podobně jako carriery či supercarriery. Na rozdíl od ostatních frachťáků je možné ho vybavit několika midslot a lowslot moduly (prakticky vše krom zbraní, neutů, maskování a interdikčního anulátoru).

### Vesmírné stanice
Ve hře existují dva druhy stanic, NPC stanice a Citadely. NPC stanice jsou vlastněny a spravovány NPC frakcemi a vyskytují se výhradně v systémech také vlastněných NPC frakcemi. Tyto stanice jsou nezničitelné, nezranitelné a až na několik výjimek přístupné všem hráčům. Mohou do nich zadokovat běžné lodě, frachťáky a kapitální lodě, nikoliv však supercarriery a titáni.
Citadely jsou modulární stanice, které v rámci lore vyvinula korporace Upwell, představují jedinou možnost pro hráče, jak vlastnit vlastní vesmírné stanice, lze je postavit jak v hráčských systémech, tak NPC systémech. Dále se dělí na citadely, inženýrské komplexy a rafinérie. Jejich hlavním účelem bylo nahradit původní hráčské základny, takzvané POS (player owned structure). Je možné je modulárně vybavit zbraněmi, obrannými systémy a služebními moduly (například klonovacím zařízením, tržním systémem, továrnou apod.), tyto moduly však spotřebovávají palivo. Také je nutné pro ně koupit drahé "kvantové jádro" reprezentující výpočetní a komunikační infrastrukturu nutnou k fungování stanice. Toto jádro garantovaně přežije zničení stanice a útočník tak má aspoň nějakou garantovanou odměnu.
Citadely – Univerzální stanice určené především jako základny a obranné stanice. Modifikace (rigy) posilující bojové schopnosti jsou na nich efektivnější a moduly mají nižší spotřebu paliva. Dle velikosti se dělí na Astrahus, Fortizar a Keepstar, přičemž Keepstary jsou jedinou stanicí ve hře, ve kterých mohou zadokovat i superkapitální lodě (supercarriery a titáni). Keepstary je také možné vybavit superzbraní schopnou zlikvidovat několik nepřátelských lodí jedním výstřelem, proto je vlastnictví aspoň jednoho Keepstaru považováno velkými hráčskými aliancemi za nezbytné.
Inženýrské komplexy – Průmyslové stanice určené především k výzkumu a výrobě lodí, modulů, munice, paliva a dalších nezbytných položek. Výzkum a výroba je v nich časově, materiálově i finančně efektivnější a průmyslové moduly mají nižší spotřebu paliva. Dle velikosti se dělí na Raitaru, Azbel a Sotiyio. Přičemž v Azbelech je možné vyrábět kapitální lodě (byť v nich nemohou po prvním odletu znovu zadokovat) a v Sotiyio zase superkapitální lodě (také nemohou znovu zadokovat).
Rafinérie – Stanice určené k získávání materiálů z měsíců, které pomocí vlečného paprsku přitáhnou na vzdálenost několika stovek kilometrů a rozdrtí je na umělé asteroidové pole, které následně mohou vytěžit lodě. Také slouží k následné rafinaci materiálů a výrobě pokročilých materiálů pomocí řízených chemických reakcí (reactions). Mají bonusy k efektivitě rafinace, časové efektivitě reakcí a spotřebě paliva moduly sloužícími k reakcím a rafinaci. Dle velikosti se dělí na Athanor a Tatara, přičemž Tatara má větší bonusy.
Citadely je možné zničit, nicméně pokud jsou v režimu plného výkonu (full power), daného aspoň jedním aktivním služebním modulem (který spotřebovává palivo), musí být útok trojfázový. Po vyčerpání štítu, resp. pancíře, se totiž stanice opevní a určitou dobu je nezničitelná, po vypršení odpočtu je tedy nutné zaútočit znovu, dokud není zničen trup stanice. Pokud je útok odražen nebo neproběhne, stanice se během 15 minut opraví a obnoví všechny vrstvy obrany (tento odpočet navíc není ovlivněn dilatací času, která zpomaluje ve hře čas při velkém vytížení serveru). V případě, že není aktivní žádný modul, zůstane stanice týden (vyjma speciálních citadel se vzhledem starých hráčských stanic, ty v něm zůstávají trvale) v režimu nízkého odběru (low power), při kterém se opevní pouze jednou (při zničení pancíře) a následně je citadela považována za opuštěnou (abandoned) a je možné ji zničit jediným útokem.
Majetek hráčů je v citadelách chráněn tzv. Asset safety systémem, vyjma citadel v systémech za červí dírou nebo opuštěných citadelách, kde po zničení citadely zůstane část tohoto majetku ve vraku a útočník je může vyzvednout. V citadelách alespoň v režimu nízkého odběru je majetek po zničení citadely automaticky odvezen a hráč se může po určité době rozhodnout, zda jej nechá zadarmo odvézt do jiné citadely vlastněné jeho aliancí v daném systému, nebo do nejbližší stanice ve vesmíru vlastněném NPC říší, nicméně za tento převoz se platí 20% odhadované hodnoty zboží.

### Sandbox
V EVE je většina předmětů produkována hráči. Hráč dovede vyrábět drobné součástky pro chod stanic či lodí, ale i obrovské vesmírné stanice a lodě dlouhé několik kilometrů. Výroba takto velkých objektů však trvá i několik měsíců reálného času s tím, že příprava na výrobní proces zabere jednou tolik.

### Ekonomický model
V EVE funguje na principu otevřené ekonomiky. Počítačem ovládané postavy (Non-player character) prodávají hráčům knihy s dovednostmi a plány na stavbu lodí a modulů (Pouze Technologické úrovně 1, plány na frakční moduly a lodě jsou pak prodávány pouze ve formě omezených kopií. Plány na výrobu pokročilých předmětů s technologickou úrovní 2 si pak hráči musí získat sami pomocí "invention" procesu). Hráči pak mají možnost vyrábět téměř cokoliv ve hře, pokud se jim podaří nashromáždit potřebný materiál. Herní měnou je 1 ISK (Interstellar Kredit). Isky se používají prakticky výhradně pro meziplanetární a mezihvězdný obchod. Pro běžné použití jsou totiž příliš hodnotné, 1 ISK je dostatek peněz, ze kterého na rok celkem pohodlně vyžije průměrná rodina.
V EVE funguje klasický trh s nabídkou a poptávkou. Ve hře je možné si zobrazit grafy a statistické tabulky týkající se trhu jako například vývoj ceny daného produktu v průběhu času.

### Druhy hvězdných systémů
- High security space (vysoce zabezpečený systém) – Vnitřní regiony jednotlivých říší, patrolované policejními loděmi, které zničí každého, který neoprávněně zaútočí na jiného hráče. Jejich bezpečnostní hodnocení se pohybuje v rozmezí od 0.5 do 1.0 a ovlivňuje reakční dobu policie, přítomnost NPC a těžitelných asteroidů. Tyto systémy také střeží policejní složky říše (útočí na známé zločince – hráče s nízkým bezpečnostním hodnocením, které se snižuje neoprávněnými útoky na jiné hráče), námořnictva (útočí na hráče, kteří jsou členy milice nepřátelských říší či mají v důsledku plnění misí proti dané říši nízký standing) a celní správa (zabavuje zakázané zboží, případně útočí na hráče, kteří se jej odmítnou vzdát).
- Low Security space (málo zabezpečený systém) – Hraniční a sporné regiony říší – v těchto systémech nepatroluje policie a na útočníky reagují pouze automatické zbraně umístěné u hvězdných bran a stanic. Bezpečnostní hodnocení se pohybuje od 0.1 do 0.4 a ovlivňuje přítomnost pirátských NPC a těžitelných asteroidů. V některých pak probíhá válečný konflikt mezi říšemi a jejich capsuleerskými milicami
- Null Security space (nezabezpečený systém) – regiony pod kontrolou pirátů, určitých NPC frakcí a hráčů – Bez policie, monitoringu zločinu a automatických zbraní u bran. Bezpečnostní hodnocení se pohybuje od -1.0 do 0.0 a ovlivňuje přítomnost pirátských NPC a těžitelných asteroidů.
- Wormhole space (Systém za červí dírou) – Neprobádané regiony bez hvězdných bran, stanic (až na systém Thera) a monitorovacích systémů přítomnosti hráčů (nezobrazuje se, kdo je přítomen v daném systému). Bezpečnostní hodnocení je vždy rovno -1.0, obsahuje speciální NPC frakci (sleepers) a stanoviště, na kterých lze získat materiály a technologie pro stavbu technologicky pokročilých lodí (tactical destroyer a strategic cruiser). Tyto systémy nelze formálně obsadit, ale hráči zde mohou stavět stanice. Dále se podle obtížnosti přístupu ze známého vesmíru a síly místních NPC dělí na podskupiny C1–C6. C1–C3 například mají garantovanou (statickou) alespoň jednu červí díru vedoucí do highsecu. Za místní nepřátele není vyplácena standardní peněžitá odměna, namísto té lze z vraků těchto NPC získat speciální předměty, které poptávají za peníze NPC korporace. Slangově jsou tyto předměty označovány jako "Blue loot", podle jejich charakteristické barvy.
- Abyssal space – Neznámé systémy existující v uměle vytvořené dimenzi. Instancovaná PVE lokace s občasnou možností střetnutí s jiným hráčem. Přístupné pouze pro křižníky či fregaty vybavené speciálními propastnými vlákny (Abyssal filament). Loď zde může zůstat pouze 20 minut, poté je zničena kolapsem warp jádra.

## Významné události a války
Ve hře dochází každý den k větším či menším střetům hráčských organizací, bojům o ovladatelný systém či dokonce větším válkám. Některé se dokonce dostaly do médií.

### Bitva o Asakai
26. ledna 2013 – Tato bitva vznikla z relativně malé operace, při které se flotila aliance Goonswarm Federation (součásti tzv. Clusterfuck coalition – CFC) pokusila narušit infrastrukturu jedné menší aliance (Liandri covenant) v systému Asakai. Tato aliance ovšem měla dohodu s aliancí Pandemic Legion, součásti Honeybadger coalition, která ale obnášela jen pomoc v případě útoku kapitálních lodí (dreadnoughtů, carrierů, supercarrierů a titánů). Liandri dokázalo díky vhodnému výběru lodí získat nad flotilou Goonswarmu převahu, a ta si tedy vyžádala posily z blízkého systému, kde čekala další flotila v pohotovosti s titánem vybaveným pro aktivaci skokových bran (jump bridge) pro ostatní lodě. Nicméně, pilot titána (velitel flotily Goonswarmu jménem Dabigredboat) se nešťastně uklikl a místo vytvoření mostu aktivoval skokový pohon svého titána (příslušná tlačítka jsou vedle sebe), takže v Asakai skončil sám, bez podpory a s lodí, která ani nebyla vybavená pro boj. Honeybadgeři tedy do systému (po krátkém překvapení) nasadili svou supercapital flotilu, načež CFC nasadilo tu svou a obě flotily se pustily do zuřivého boje, který trval mnoho hodin až do dalšího dne. Krom toho se boj rozptýlil i do vedlejších systémů, kde se především obě strany snažily zabránit příchodu nepřátelských posil. Přestože byl původní titán zachráněn a podařilo se mu z boje utéct, utrpěla flotila CFC vážné ztráty (3 titáni, 5 supercarrierů a 29 carrierů, HBC ztratilo pouze 1 supercarrier a 11 carrierů) a těžkou porážku. Tato bitva rozbila křehké příměří mezi Clusterfuck coalition a Honeybadgery a vedla k dalším válkám, které s většími i menšími přestávkami trvají dodnes. Též znamenala konec nadějí na obnovení přátelství mezi aliancemi Goonswarm Federation a Test Alliance Please Ignore (TEST teprve nedávno předtím odešel z CFC, neboť si již nepřáli být označováni za "mazlíčky Goonů").

### Masakr u B-R5RB (Bloodbath of B-R5RB),
27.–28. ledna 2014 – tato bitva byla opět vyvolána zdánlivou maličkostí. Hráčská korporace HAVOC, člen aliance Nulli Secunda, jež byla v té době členem koalice N3/Pandemic Legion, nezaplatila pravidelný poplatek CONCORDu za držení systému B-R5RB, dodnes není známo, zda se jednalo o chybu serveru nebo o hráčskou chybu, nicméně nezaplacení poplatku vedlo k okamžitému zrušení vlastnictví systému (jehož převzetí by dle pravidel z patche Dominion vyžadovalo mimo jiné zdlouhavý boj o stanici a několik fází tzv. reinforcement (opevnění), při kterých jsou struktury systému nezranitelné, aby měli obránci čas na přípravu obrany. Systém B-R5RB byl v té době strategicky významný a sloužil jako shromaždiště pro N3 v jejich válce proti koalici Clusterfuck (a jejich spojencům z ruských aliancí), která si rychle všimla zrušeného vlastnictví systému a poslala do systému svou kapitální flotilu, která rychle obsadila stanici v systému a aktivovala vlastní TCU (territorial claim unit – jednotka zabrání území – v podstatě ekvivalent zapíchnuté vlajky na obsazeném území). Koalice N3/PL měla na stanici v systému obrovské množství majetku, včetně válečných zásob (lodí, zbraní, munice, dronů apod.) a CFC/RUS tedy do systému rychle posílala další a další flotily ve očekávání drtivého protiúderu. Ten opravdu přišel a na obou stranách se pustily do boje tisíce lodí, včetně titánů, největších, nejdražších a nesmírně smrtonosných lodí. Vzhledem k obřímu přetížení serverů se velmi rychle zpomalil čas v rámci herní "dilatace času" a titáni si začali vyměňovat salvy ze svých superzbraní (doomsday weapons). Po několik hodin byl poměr sil i ztrát relativně vyrovnaný, nicméně CFC/RUS získali výhodu, když se jim podařilo ustanovit blokádu okolních systémů, což zabránilo N3/PL dopravit posily. N3/PL se ve snaze narušit koordinaci nepřátelských flotil rozhodli soustředit palbu na titána patřícího hráči jménem Sort Dragon, velitele ruských sil na bojišti. Sort Dragon však měl díky dražší výbavě svého titána vyšší odolnost proti poškození a navíc povolal celou svou flotilu, aby jeho lodi poskytovala logistickou podporu (dálkové dobíjení štítů a opravu pancíře), díky čemuž dokázal přežít dostatečně dlouho, aby síly CFC/RUS zničily dalších 5 nepřátelských titánů. Sort Dragon nakonec sice padl, ale poměr sil byl již nezvratně vychýlený ve prospěch CFC/RUS, ale bitva pokračovala ještě několik hodin, než N3/PL zaveleli k ústupu, při kterém ztratili mnoho dalších lodí. Bitvu definitivně ukončilo až pravidelné vypnutí serveru následující den v 11:00 UTC. N3/PL byli drtivě poraženi a ztratili systém B-R5RB, 59 titánů, 12 supercarrierů, 259 Dreadnoughtů, 112 Carrierů a přes 1250 menších lodí. CFC/RUS ztratili 16 titánů, 2 supercarriery, 106 dreadnoughtů, 5 carrierů a 1900 menších lodí. Ztráty titánů odpovídaly třetině titánů celkem ztracených v EVE online do toho dne. A bitva se zapsala do historie jak EVE, tak online hraní jako obecně, jako největší PvP bitva vůbec, účastnilo se jí více než 7500 hráčských postav (nelze přesně říct, kolik hráčů, v EVE online je obvyklé hraní za několik postav najednou). Vůdce Goonswarmu a CFC, Alexander Gianturco, ve hře známý jako The Mittani, označil tuto bitvu za "Pomstu za Asakai". Aliance Pandemic Legion se po bitvě stáhla z jižních regionů a uzavřela s CFC dohodu, která jim umožnila evakuovat z B-R5RB jejich majetek. CFC posléze obsadilo mnohé systémy v regionech v okolí B-R5RB (Immenssea, Catch a další). Když se CFC z těchto regionů stáhlo, ruské aliance je kvůli vnitřním rozbrojům nebyly schopny udržet a N3 tak území rychle získala svět, nicméně status CFC (později přejmenované na The Imperium) jakožto supermocnosti světa EVE online, byl již dán, a po následující dva roky mohla tato aliance existovat v relativním klidu bez jakékoliv výraznější konkurence.

### World war bee 1 (Casino war)
Leden 2016 – květen 2016 Tato válka byla vedena velkou částí hráčských aliancí proti koalici The Imperium, bývalému CFC. Tato koalice si dva roky po bitvě o B-RPRB užívala nerušený rozvoj a zisk ISKů i materiálů pro stavbu obřích flotil, včetně těch kapitálních, a to bez výraznější konkurence. Tato iluze nezranitelnosti pravděpodobně vedla vůdce Impéria, Mittaniho, k poměrně arogantním krokům, například když byl v prosinci 2015 vyhlášen systém "místokrálů" (viceroy), který spočíval v uzavírání oboustranně výhodných dohod se sousedy Impéria, které spočívaly v tom, že tito sousedé budou pravidelně platit vysoké částky (ISKy, drahé materiály z měsíců apod.) a výměnou za to nebudou vyhlazeni. Impérium a Mittani nebyli nikdy ve vesmíru EVE online příliš oblíbení, nicméně jejich vojenská moc a zdánlivá nezranitelnost dlouho držela všechny nepřátele na uzdě. Věcí, která byla pravděpodobným zlomem, byla neúspěšná kampaň na Kickstarteru, kde se spisovatel Jeff Edwards (pod Mittani media) snažil vybrat peníze na knihu o "Fountain War" (Válce o Fountain, která proběhla v roce 2013 a při které Goonswarm dobyl na suroviny bohatý region Fountain od TEST alliance please ignore), tato kampaň byla označována za pouhou snahu vytahat z hráčů peníze a překrucovat události této války ve prospěch Goonů. Kampaň nakonec selhala a Mittani na to zareagoval vyhlášením invaze do lowsecu, kde podle něj byli nepřátelé této kampaně. Krom toho zde mohlo Impérium získat cenné měsíce (ze kterých se v EVE těží materiály pro výrobu technologicky pokročilých součástek a lodí, tzv. Tech 2). Lowsecové aliance na nějakou dobu odložily své spory a vytvořily koalici Lowsec Voltron, která navzdory všem očekáváním dokázala invazi odrazit. Když iluze neporazitelnosti Impéria padla, využila této změny poměrů organizace IWantIsk, kasíno, ve kterém hráči mohli sázet Isky a vyhrávat například lodě či moduly. Tato organizace měla již nějakou dobu spor s členskou aliancí Impéria, SpaceMonkey's Alliance, od které přicházela obvinění, že IWantIsk obchoduje s Isky za reálné peníze, což je zakázaná praktika. IWantIsk tedy začalo najímat aliance nepřátelské vůči Impériu, aby útočily na jeho území. Do této nově vzniklé koalice se postupně přidala většina starých i současných nepřátel Impéria, včetně Pandemic Horde, Pandemic Legion, TEST alliance please ignore, Norhtern Coalition a další velké či malé aliance, které svými počty výrazně převyšovali Impérium a jednalo se o "zbytek new Edenu", jak to často členové Impéria nazývají. Tato koalice se pojmenovala Moneybadger Coalition (ironický odkaz na předchozí koalici pojmenovanou Honeybadger).

#### Bitva o M-OEE8
M-OEE8 byl domovský systém členské aliance Impéria jménem Circle-of-Two (CO2), a 28. března 2016 byl napaden silami Moneybadgerů. Imperiální flotily byly přečísleny více než 2 na jednoho, Impérium tedy zvolilo taktiku "headshotů", při které je veškerá palba koncentrována na velitele nepřátelských flotil pro likvidaci velení a koordinace flotily. Sice se podařilo zabít velitele jménem Progodlegend (známého svými záchvaty vzteku), nicméně flotily Moneybadgerů také úspěšně zabíjely velitele flotil Impéria. Obrana byla nakonec neúspěšná a klíčová infrastruktura systému byla zničena.
Co však bylo pro Impérium ještě horší, CO2 se po bitvě rozhodli Impérium opustit. Jako důvod mimo jiné uvedli, že v Impériu slouží jen jako živý štít pro Goony. Mittani obvinil Circle-of-two ze zrady a přislíbil pomstu. Aliance si nějakou dobu své území podržela, ale posléze byla nucena se přestěhovat do jižních regionů a nakonec zanikla poté, co byl její vůdce GigX trvale zabanován poté, co jinému hráči vyhrožoval zmrzačením.

#### Zakončení války a následky
Kvůli obrovské přesile Moneybadgerů se Impériu nepodařilo invazi zastavit a za následujících několik měsíců přišlo o celé území a v květnu 2016 bylo donuceno k celkové evakuaci do lowsecového systému Saranen, odkud ještě nějakou dobu podnikalo guerillové výpady.
Krom CO2 Impérium opustily ještě dvě další aliance, SpaceMonkey's alliance, kvůli které to všechno začalo, a Fidelas Constans (FCON), kteří se chtěli od Impéria osamostatnit. FCONu se podařilo dobýt nechráněná území okolo regionu Immensea na jihu New Edenu, ale o necelé dva roky později tato aliance zanikla.
Když Impérium přišlo o veškeré území, vyhlásila Moneybadger Coalition vítězství ve válce a nepokračovalo ve snaze Impérium dorazit, což se ukázalo jako chyba. CCP, vývojáři EVE Online, navíc zakázali ingame gambling a IWantIsk bylo zrušeno, díky čemuž Moneybadgeři přišli o zdroj financí.
I přes tuto drtivou porážku ztráta severu nebyla koncem Impéria, které se ze Saranenu přesunulo na jih, do svého bývalého domovského regionu, Delve, který se jim podařilo bez větších problémů obsadit. Tento region je sice relativně podřadný, ale pro Goonswarm má velkou sentimentální hodnotu, neboť zde porazili svého původního velkého nepřítele, Band of Brothers.
Impérium se později vydalo na mnoho ničivých výprav na sever i na jiná území bývalé koalice Moneybadger. Cíl těchto výprav byl popsán jedním slovem, "Glassing", tedy vitrifikace, úplné zničení infrastruktury i stanic (nových zničitelných citadel) na území nepřítele bez obsazení území, čistá destrukce jako pomsta za vyhnání ze severu.
Pro některé z těchto válek, například proti alianci Guardians of the Galaxy, kteří vlastnili například region Deklein, ve kterém na severu sídlil Goomswarm samotný, mělo Impérium nečekaného spojence, konkrétně koalici Legacy, vedenou aliancí TEST alliance please ignore, dávným "dítětem" Goonswarmu, kteří byli nepřáteli Impéria po několik let (obzvláště po bitvě o Asakai) a byli i součásti Moneybadger Coalition. Po skončení těchto válek (Guardians of the Galaxy formálně kapitulovali a výměnou za mír odevzdali Impériu velkou část svého majetku, včetně unikátních citadel, které vznikly jako kompenzace pro vlastníky zrušených stanic, a v EVE jich je omezený počet, a pokud jsou zničeny, nemohou být znovu postaveny a nadobro zmizí) spolu Legacy a Impérium zachovalo relativně mírové vztahy, charakterizované jako "Non invasion pact – NIP", při kterém jsou povoleny boje i výpady na území druhé aliance, ale není povoleno útočit na důležité citadely či na systémovou infrastrukturu či se snažit dobývat území toho druhého. Do jisté míry se tak vrátilo dávné přátelství mezi Goony a Testy, ale v EVE online nemá nic (krom války a nadávání na CCP) dlouhého trvání, a koexistence Legacy a Impéria měla skončit dalším krvavým konfliktem, tentokrát tím nejdelším a nejkrvavějším, který New Eden kdy zažil.

## Názvosloví a slang
V EVE se používá velké množství slangových výrazů či zkratek, určených například k zefektivnění a zjednodušení komunikace v rámci flotil. I lidem neznalých angličtiny se pak stačí naučit pouze několik výrazů, aby mohli v těchto flotilách fungovat. Česká komunita v EVE online většinou výrazy nepřekládá, pouze je maximálně počeští.

### Elektronický boj
- Point – Modul Warp disruptor (disruptor warpu), který aplikuje na cílovou loď 1 bod rušení warpu (point = bod). Oproti warp scrambleru má vyšší dosah, ale nevypíná skokový pohon či microwarpdrive. Též se používá jako sloveso (He is pointed).
- Scram – Modul Warp scrambler (rušička warpu), která aplikuje 2 body rušení warpu. Krátký dosah, ale vypíná i skokový pohon či microwarpdrive. Také používaná jako sloveso (He is scrammed).
- Stab – Modul Warp core stabilizer (stabilizátor warp jádra), který při aktivaci zvýší sílu warp jádra o 2 body a zajistí tak imunitu proti jednomu scramu či dvěma pointům (ne dohromady), byť za cenu zpomalení zaměřování a zkrácení jeho dosahu. Některé lodě mají warp jádro stabilizované samy o sobě, ale samotný modul lze vybavit jen jeden.
- Web – Modul stasis webifier (stázová síť), jež zpomaluje zasažené lodě. Používaný i jako sloveso.
- Neut – Modul Energy neutralizer (Energetický neutralizér), který zasažené lodi neutralizuje část energie v hlavním kondenzátoru. Používaný i jako sloveso. (Neut, neuted apod.)
- Damp – Modul Sensor dampener (tlumič senzorů), který nepřátelské lodi zpomaluje zaměřování a zmenšuje jeho dosah. Také používaný jako sloveso.
- Jam – Sensor jammer (rušička senzorů), která zabraňuje zasažené lodi zaměřit kohokoliv krom zdroje rušení, pokud jsou její senzory překonány.
- Paint – Target painter, modul zvyšující signaturu cíle, aby bylo jednodušší jej zasáhnout a zaměřit.
- Bubble – Plošné rušení warpu (bubliny) pomocí interdiktorů, heavy interdiktorů nebo speciálních mobilních rušiček warpu (mobile warp disruption field generator). Pokud se loď pokouší o warp na blízké místo nebo její warpový vektor bublinu protíná, přistane loď v bublině či na jejím okraji (v závislosti na váze, může se stát, že skončí mimo bublinu) Také používané jako sloveso (Enemy fleet is bubbled).

### Ve flotile a aliancích
- Primary, secondary apod. – Primární, sekundární a další cíle.
- FC – Zkratka pro fleet commander (velitel flotily).
- Grid – Konečná oblast, která se zobrazuje okolo daného bodu ve vesmíru, oblast bojů. Může se jednat například o okolí hvězdné brány, stanice, asteroidový pás či dokonce prázdný prostor, pokud v něm vypukne boj. Obvykle o poloměru 8000 km.[32]
- Gate green/Gate red – Brána je zelená/červená. Označuje rozkaz k proskočení hvězdnou bránou (green) či naopak zákaz to učinit (red). Nepoužívají se fráze typu "Don't jump", neboť někteří hráči by mohli být nepozorní a zaslechnout jen "jump", a skočit navzdory nevhodnosti tohoto činu (například před hlavně nepřátel). Těmto hráčům, kteří si nemohou pomoci a proskakují branami bez ohledu na svou bezpečnost, se říká "lemmings" (lumíci), podle představy, že lumíci jsou schopni bezdůvodně skočit ze skály vstříc smrti.
- Anchor – Kotva, označuje loď, na kterou mají členové flotily za úkol nastavit "keep at range", "approach" či "orbit", aby ji jejich lodě automaticky sledovaly a celá flotila tak manévrovala najednou. Obvykle FC, pokud je zničen nebo zawebován, může být vydán rozkaz k přechodu na "secondary anchor".
- Watchlist – Speciální okno zobrazující vybrané lodě ve flotile. Obvykle bývá ve watchlistu zobrazen velitel, aby bylo jednodušší jej najít pro anchor. Logistické lodě v něm pak mají i cenné členy flotily, například boostery.
- Prop mod – Zkratka od propulsion module (pohonný modul). Dělí se na forsáže (afterburner) a microwarppohon (Microwarpdrive, obvykle označovaný zkratkou MWD). Afterburnery mají nižší výkon oproti MWD, ale jednak spotřebovávají méně energie a především nezvětšují signaturu lodi. Ve flotilách se obvykle rozkaz dává v podobě "prop mods on" a "prop mods off"
- Align – Doslova "natočení", nastavení směru letu k cíli warpu, aby bylo možné následně kdykoliv vstoupit do warpu bez prodlevy.
- Fleet warp – Možnost velitele flotily poslat celou flotilu do warpu na jedno místo, v nastavení flotily si každý hráč může nastavit, zda tyto příkazy bude přijímat či ne.
- Tackle – Lodě určené pro chytání nepřátelských lodí pomocí rušiček warpu či webů, aby jim zabránily v útěku (obvykle interceptory). Také používané jako sloveso.
- Alpha strike – Alfa útok. První salva lodě, potažmo flotily, a zároveń poškození způsobené jedním útokem. Pokud cíl po první salvě zahyne, říká se o něm, že ho "dali na alfu" (alpha'd him).
- Yellowboxed – Doslova "ve žlutých čtverečcích". Používá se pro označení lodí, které nepřátelská flotila zaměřila (byli pravděpodobně označeni jako cíl), ale ještě nezahájila palbu. Aktivní zaměření cizí lodí se zobrazuje jako žlutý čtvereček okolo ikony lodi ve vesmíru i v overview (senzorové rozhraní). V tuto chvíli se obvykle doporučuje si vyžádat logistickou podporu.
- Redboxed – Doslova "v červených čtverečcích". Používá se pro označení spojence, který je pod palbou nepřátelské flotily. V tuto chvíli je už obvykle pozdě žádat o logistickou podporu. Probíhající útok od cizí lodi se zobrazuje jako červený čtvereček okolo její ikony.
- Commisar – Komisař. Odkaz na komisaře v Rudé armádě. Označuje, když je pilot zabit členy vlastní flotily, například za pokus ukrást loot z cenného nepřátelského vraku (obvykle nepřátelských titánů či supercarrierů, které mívají velmi drahé moduly, které si obvykle nárokuje aliance).
- Pod kill (též jednoduše "pod" používané jako sloveso) – Označuje zničení kapsle pilota a tedy ztrátu jeho implantátů. Stává se především v nullsecu, kde jsou v bojích většinou používané bubliny, ze kterých kapsle neuteče. Často se nedoporučuje provádět, protože v nullsecu není obvyklé, že by měl klon používaný v boji drahé implantáty, a po zničení kapsle je pilot okamžitě oživen na své domovské stanici a může se znovu vydat do boje. Jinak musí provést autodestrukci své kapsle či na stanici doletět, což chvíli trvá.
- Anti-support – Lodě určené k likvidaci menších nepřátelských lodí, například právě tacklerů.
- Perch – Doslovný překlad je hřad. Označuje vyslání rychlých lodí (interceptorů) na pozice ve velké vzdálenosti okolo flotily na gridu, aby mohl velitel s flotilou manévrovat pomocí krátkých warpových skoků. Příkaz je "burn perches".
- Overheat – Přehřátí modulů. Akce, která zvýší efektivitu modulů za cenu akumulace tepla a tepelného poškození, které může moduly nakonec zcela spálit. Ve flotilách se overheat používá především v případě útoku na lukrativní cíl, který se úplně nedaří či chce velitel zajistit jeho úspěch. Moduly lze opravit pomocí nanitové opravné pasty (nanite repair paste), ale to chvíli trvá. Zcela spálené moduly lze opravit jen ve stanici.
- Gatecamp – Doslova "tábor u brány" nebo přesněji "kempení brány". Flotila se při této akci shromáždí u hvězdné brány a čeká, až skrz ní někdo proletí, aby mohl být chycen a zlikvidován. V lowsecu probíhá pod palbou automatických obranných věžiček, v nullsecu je možné si vypomoci pomocí bublin, které zabrání většině lodí ihned odletět, pokud nejsou imunní nebo neaktivují interdikční anulátor. Poměrně časté především v hraničních systémech mezi hráči ovládaným prostorem a lowsecem.
- Doctrine – Doktrina. Označuje standardizovaně složené flotily a výbavu jednotlivých lodí. Obvyklé u větších aliancí.
- SRP – Ship replacement program (program náhrady lodí). Pokud má aliance SRP, bude pilotovi, jehož loď je zničena v boji, loď nahrazena či bude alespoň vyplacena částka odpovídající peněžní hodnotě standardizované výbavy. Důvodem k nevyplacení může být například chybná výbava lodi (lepší verze předepsaných modulů mohou být tolerovány, ale proplaceny budou jen předepsané verze), způsobení zničení lodi vlastní hloupou chybou například v důsledku neuposlechnutí rozkazu či dokonce, pokud je pilot zabit vlastní flotilou (dostane komisaře).
- NBSI – Not blue shoot it (střílet vše, co není modré). Označuje obvyklou doktrínu nullsecových, lowsecových i wormhole aliancí. Každý, kdo není členem přátelské korporace či aliance (což se v základním nastavení zobrazuje modrým znakem vedle jména a modrým zbarvením signatury lodi) je považován za nepřítele a členové aliance mají povoleno (a doporučeno) takového pilota zabít na potkání, neboť se může jednat o nepřátelského zvěda, zloděje průzkumných signatur, nepřítele chystajícího přepad pomocí covops cynogenerátoru či jiné nekalé věci.
- NRDS – Not red don't shoot (nestřílejte nic, co není rudé). Neobvyklá alianční doktrína zakazující nevyprovokovaně útočit na kohokoliv, kdo není členem nepřátelské aliance (zobrazuje se červeně).
- NPSI – Not purple shoot it (střílet vše, co není fialové). Za legitimní cíl je považován každý hráč, který není členem flotily (zobrazuje se fialově). Obvyklá doktrína nezávislých pořadatelů akcí, při kterých se různí hráči spojí v jedné flotile a společně vyrazí na dobrodružství (například Bomber's bar).
- Neut – Zkratka od Neutral. Pejorativní označení pilota, který není členem přátelské, ani nepřátelské korporace či aliance (doporučuje se nastavit, aby se takový pilot zobrazoval šedě, v základu totiž nemá žádné označení a může být obtížné si ho všimnout, což může především mimo hisec mít nepříjemné následky). Obvykle považován za nebezpečí a legitimní cíl dle doktríny NBSI.

### Ostatní
- BoB – Zkratka pro legendární hráčskou alianci Band of Brothers, která kdysi představovala dominantní sílu v rámci hráči ovládaného nullsecu a vedla dlouhou válku s aliancí Goonswarm a jeho spojenci. Goonswarmu se nakonec podařilo ve válce zvítězit poté, co jeden z directorů (ředitelů) BoB po dohodě s Mittanim (novým vůdcem Goonswarmu, který se jím stal poté, co prakticky celé vedení kvůli hrozící prohře ve válce odešlo z vedení či rovnou ze hry) alianci rozpustil a Goonswarm rychle zabral celé jejich území, v důsledku čehož aliance zanikla. BoB má mezi hráči Eve až nábožnou úctu (byť často spíše ironickou) a časté jsou fráze jako "Praise the Bob" (Díky BoB).
- Blue loot – Loot ze sleeper NPC v červích dírách, Sleeper caches a eventů. Nemá žádné využití, ale vykupují jej určité NPC frakce především v lowsecu a hisecu. Alternativa obvyklých peněžitých odměn pro zvýšení celkové výzvy, když je nutné jej převézt na NPC stanici k prodeji, při čemž o něj můžete snadno přijít. Jako blue loot (modrý loot) je označován kvůli modré barvě ikon.
- Pipe bomb – Trubková bomba. Bojová taktika spočívající v zachycení nepřátelské flotily do bubliny a jejím následném zničení pomocí bitevních lodí vybavených smartbombami, které působí plošné poškození. Bitevní lodě jsou vybavené tak, aby byly proti danému typu poškození prakticky imunní.[33]
- Gank – Překvapivý útok na cizí loď. V hisecu nazýván "Suicide gank" (sebevražedný gank), vzhledem k nevyhnutelné reakci CONCORDu. Obvykle se provádí v lodích typu glass cannon, například catalystech nebo thrasherech, často se používají též bitevní křižníky třídy Talos či Tornado.
- Trade hub – Obchodní uzel. Stanice či systém často využívané k obchodu. Častý cíl sebevražedných útočníků. V hisecu je nejvytíženější stanice v systému Jita, dále jako trade huby slouží Amarr, Dodixie, Hek a Rens.[34]
- MWD+Cloak trick – Trik spočívající v aktivaci MWD (microwarpdrive), následnému alignu k cíli, spuštění maskování, vyčkání dokončení cyklu MWD (který se pak kvůli maskování vypne), následnému vypnutí maskování a okamžitému warpu směrem k cíli, ke kterému byl nastaven align. Správně provedený MWD+cloak trik zajistí lodi okamžitý warp po vypnutí maskování a znemožní nepřátelům u brány loď zaměřit.

## CSM
Výbor pro hvězdnou správu (Concil of Stellar Management) je oficiálně stanovený orgán na zastupování hráčů v otázkách hry. Zástupci hráčů se setkávají spolu s vývojáři a řeší další vývoj hry, reprezentují potřeby a touhy hráčů či případně poskytují názor na hru samotným vývojářům. Tyto schůzky se většinou konají v sídle společnosti CCP na Islandu.
Do výboru se konají volby a o místo se může ucházet každý hráč starší 21 let. Zástupci jsou do výboru voleni hráči EVE.

### Dust 514
V roce 2010 oznámila společnost CCP další vyvíjenou hru ze světa EVE s názvem Dust 514. Dust je však na rozdíl od EVE akční MMOFPS (massive multiplayer online first person shooter). Hráči Dust 514 a EVE budou na sobě navzájem závislí, co se týče kolonizace planet. V EVE totiž nelze na planety fyzicky přistávat nebo je prozkoumávat po svých, lze je pouze scanovat a případně z nich těžit suroviny potřebné pro vesmírný provoz. V rámci Dust se bude o planetární kolonie bojovat proti ostatním hráčům. Interakce obou her bude probíhat v reálném čase.

### EVE Echoes
2020 – verze pro mobilní platformy (Android/iOS).